# Zygmunt Dobrenko
Zygmunt Dobrenko (ur. 11 marca 1938, zm. 25 marca 2013) – polski koszykarz, multimedalista mistrzostw Polski.

## Osiągnięcia

### Klubowe
- Mistrz Polski (1960[2], 1961)
- Brązowy medalista mistrzostw Polski (1962)
- Finalista pucharu Polski (1959)
- Uczestnik rozgrywek Pucharu Europy Mistrzów Krajowych (1960–1962 – TOP 8)[3]